# 宝塔山文峰塔
宝塔山文峰塔，位于湖南省衡阳市雁峰区岳屏镇公益村，是衡阳市文物保护单位。

## 建筑风格
主条目：文峰塔
文峰塔，又名“文昌塔”或“崇文塔”等，古人修建文峰塔是为了使当地文运昌盛，乡民子弟在科举中多举。
宝塔山文峰塔，为楼阁式石塔，实心，六边形。
塔共有五级，一二三层是南北拱门，第四层有“文峰塔”的题额，两边刻有文官像。

## 历史
据1992年版《衡南县志》记载，宝塔山文峰塔建于清代。
1984年4月，宝塔山文峰塔顶部遭雷击。
2001年5月衡阳市城区行政区划调整后，宝塔山文峰塔所在的公益村，原属于衡南县东阳乡，后划入雁峰区岳屏镇。
2015年12月，宝塔山文峰塔被公布为衡阳市第五批市级文物保护单位，编号为5-0016-3-002。
2016年4月7日上午，衡阳市文体广新局党委书记兼局长蒋勋率众人前往宝塔山文峰塔、蒋家窑址等衡阳市文物保护单位调研，表示要加大对文物的保护力度。